# Rabobank Development Team
Het Rabobank Development Team was een Nederlandse wielerploeg.

## Geschiedenis
Het team werd in 1997 opgericht onder de naam Rabobank Beloften en was tot en met 2012 het opleidingsteam van WorldTourformatie van Rabobank. In deze periode veranderde het team verschillende malen van naam: Rabobank GS3 (2001-2004) en Rabobank Continental Team (2005-2012). Vanaf het seizoen 2013 viel de opleidingsploeg onder de Nederlandse wielerbond KNWU. Aan het einde van het seizoen 2016 werd besloten dat het team eind 2016 ophield te bestaan. 
Het team was een kweekvijver voor talent. Vele wegrenners zetten via het team de stap naar de Worldtour. Onder hen Nederlanders als Thomas Dekker, Tom Dumoulin, Robert Gesink, Moreno Hofland, Wilco Kelderman, Bauke Mollema, Tom-Jelte Slagter, Laurens ten Dam en Pieter Weening.
Maar ook buitenlandse talenten werden in het team gevormd: Rohan Dennis, Ryder Hesjedal, Rory Sutherland, Tejay van Garderen en Rick Zabel.
Naast het wegrennen heeft het team ook goede veldrijders voortgebracht als Lars Boom en Sven Nys, en ook baanrenners als Theo Bos.

## Seizoen 2016

### Renners
| Naam                 | Geboortedatum | Nationaliteit | Ploeg 2015         | Ploeg 2017                                   |
| -------------------- | ------------- | ------------- | ------------------ | -------------------------------------------- |
| Sjoerd Bax           | 06-01-1996    | Nederland     |                    | Delta Cycling Rotterdam                      |
| Cees Bol             | 27-07-1995    | Nederland     |                    | SEG Racing Academy                           |
| Dylan Bouwmans       | 16-01-1997    | Nederland     | Neo                | Metec-TKH Continental Cyclingteam p/b Mantel |
| Martijn Budding      | 31-08-1995    | Nederland     |                    | Roompot-Nederlandse Loterij                  |
| Mitchell Cornelisse  | 24-01-1996    | Nederland     |                    | Delta Cycling Rotterdam                      |
| Hartthijs De Vries   | 11-07-1996    | Nederland     |                    | SEG Racing Academy                           |
| Stan Godrie          | 09-01-1993    | Nederland     |                    | Vérandas Willems-Crelan                      |
| Davy Gunst           | 30-01-1995    | Nederland     | SEG Racing Academy | An Post Chain Reaction                       |
| Lennard Hofstede     | 29-12-1994    | Nederland     |                    | Team Sunweb                                  |
| Merijn Korevaar      | 07-05-1994    | Nederland     |                    | Baby-Dump Cyclingteam                        |
| Peter Lenderink      | 11-02-1996    | Nederland     |                    | SEG Racing Academy                           |
| Jan Maas             | 19-02-1996    | Nederland     |                    | SEG Racing Academy                           |
| Jeroen Meijers       | 12-01-1993    | Nederland     |                    | Roompot-Nederlandse Loterij                  |
| Joris Nieuwenhuis    | 11-02-1996    | Nederland     |                    | Development Team Sunweb                      |
| Jelle Nieuwpoort     | 28-06-1997    | Nederland     | Neo                | Metec-TKH Continental Cyclingteam p/b Mantel |
| Bob Olieslagers      | 17-03-1997    | Nederland     | Neo                | Metec-TKH Continental Cyclingteam p/b Mantel |
| Martijn Tusveld      | 09-09-1993    | Nederland     |                    | Roompot-Nederlandse Loterij                  |
| Maik Van Der Heijden | 03-04-1997    | Nederland     | Neo                | Destil-Jo Piels Cycling Team                 |
| Sieben Wouters       | 23-06-1996    | Nederland     |                    | Pauwels Sauzen-Vastgoedservice               |

## Ploeg per jaar
- Ploeg 2006
- Ploeg 2007
- Ploeg 2008
- Ploeg 2009
- Ploeg 2010
- Ploeg 2011
- Ploeg 2012